# دانيلا بويد
دانيلا بويد هي متسابقة يخت كندية، ولدت في 30 مايو 1990.

## وصلات خارجية
- دانيلا بويد على موقع أوليمبيديا (الإنجليزية)